# Parafia Podwyższenia Krzyża Świętego w Iwkowej
Parafia pw. Podwyższenia Krzyża Świętego w Iwkowej – parafia rzymskokatolicka znajdująca się w diecezji tarnowskiej w dekanacie Czchów. Erygowana w XIV wieku. Prowadzą ją księża diecezjalni.  

## Proboszczowie
- ks. Józef Gurgul  (?–2025)
- ks. Marek Bach (2025– )[1]